# Heinrich Eberhardt
Heinrich Eberhardt (* 13. September 1919 in Ehningen; † 25. Mai 2003 in Stuttgart) war ein deutscher Maler, Grafiker und Kunstpädagoge.

## Leben
Eberhardt wurde 1919 als zweites von vier Kindern des Zimmermanns Christian Eberhardt und dessen Ehefrau Luise Rosine, geb. Ellwanger geboren. Die Familie übersiedelte 1926 nach Ditzingen. Heinrich Eberhardt absolvierte von 1934 bis 1937 eine Malerlehre, die er mit der Gesellenprüfung abschloss. 1938 bis 1940 studierte er Malerei an der Akademie der Bildenden Künste in Stuttgart bei Hans Spiegel und Hermann Mayrhofer. 1941 bis 1945 leistete er in Russland Kriegsdienst. Nach seiner Rückkehr aus Kriegsgefangenschaft arbeitete er als freischaffender Maler und Graphiker. Er wurde 1950 in den Verband der bildenden Künstler Württemberg e. V. aufgenommen und 1952 beim Kunstpreis der Jugend mit einer Lobenden Erwähnung geehrt. 1959 legte er die Meisterprüfung im Malerhandwerk ab.
Von 1959 bis 1981 lehrte Eberhardt an der Fachschule für Farbe und Gestaltung in Stuttgart, ab 1960 auch am Seminar für Bildtechnik des Verbandes der Künstler Württemberg e. V. Ab 1981 wirkte er als freischaffender Maler und Grafiker in seinem Atelier in Ditzingen.
Studienreisen führten ihn in verschiedene europäische Länder. Einzelausstellungen seiner Werke, zu denen vor allem Landschaftsgemälde gehörten, wurden in Tübingen, Reutlingen, Leonberg, Ditzingen, Korntal, Oberkochen, Ludwigsburg, Stuttgart, Meßstetten und Alpirsbach gezeigt. Ankäufe tätigten unter anderem die Regierungspräsidien Nord- und Südwürttemberg, das baden-württembergische Ministerium für Wissenschaft und Kunst, die Galerie der Stadt Stuttgart und verschiedene Landratsämter. Eberhardt starb 2003 in Stuttgart und wurde auf dem Friedhof der Stadt Ditzingen beigesetzt. Einige Bilder, die sich im Bestand des Ditzinger Stadtmuseums befanden, wurden 2010 bei einem Hochwasser der Glems zerstört.
Zum 100. Geburtstag 2019 würdigte der Kultur- und Kunstkreis Ditzingen Heinrich Eberhardt mit einer Gedächtnisausstellung in der Städtischen Galerie am Laien.

## Werke

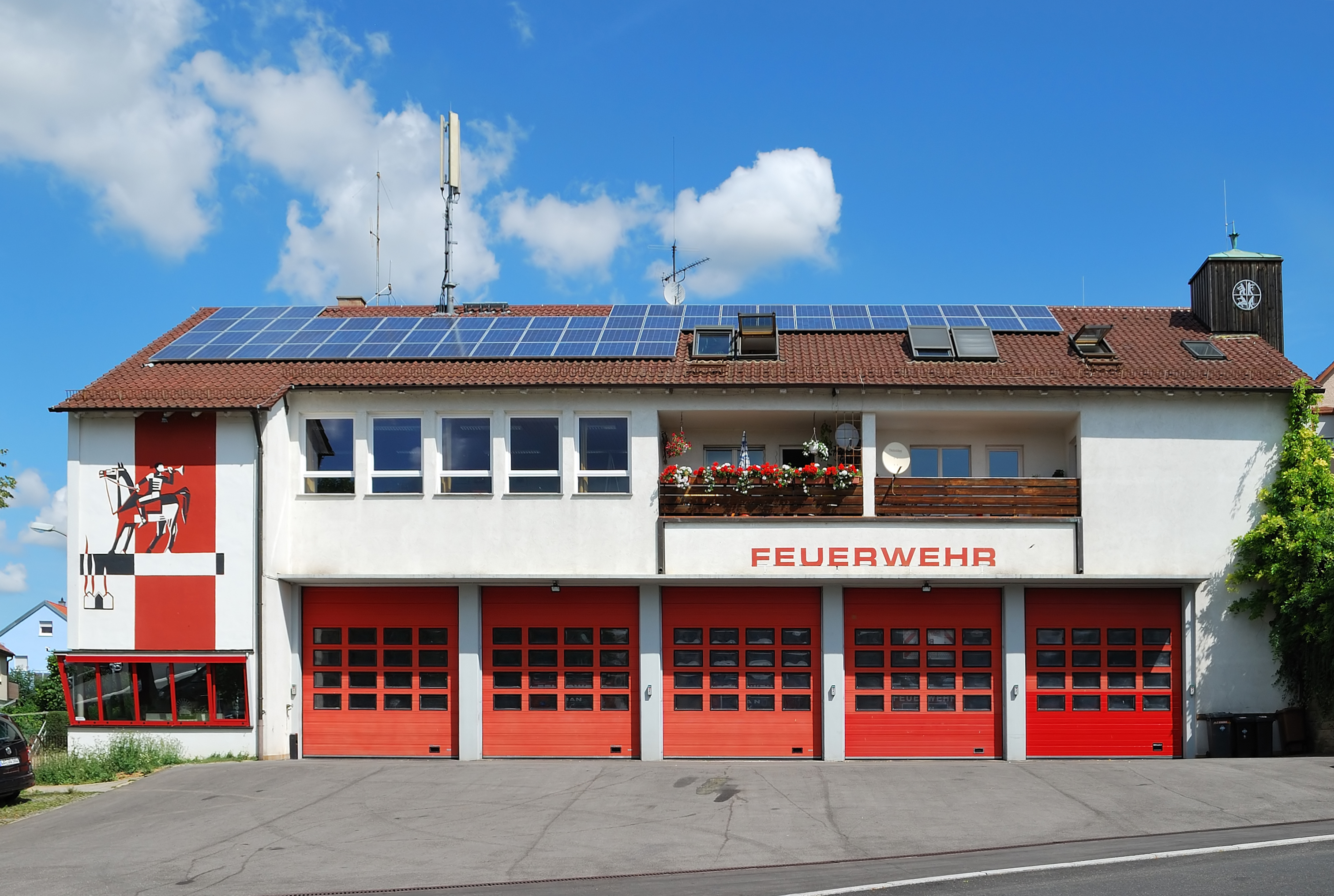
Feuerwehrhaus mit dem Feuerreiter von Heinrich Eberhardt

- Feuerreiter (1959, an der Fassade des Feuerwehrhauses in Ditzingen)[5]
- Feuerwehrhaus in der Münchinger Straße[5]
- Ansicht der Stadt Ditzingen (1966, Ditzingen, Rathaus)[1]